# 弗朗西斯科·门多萨
弗朗西斯科·门多萨（Francisco Mendoza，1985年4月29日—），生于哈利斯科州艾薩爾圖德，墨西哥职业足球运动员，现效力于美國職業足球大聯盟球会美國芝華士，他曾代表墨西哥U17。